# Atotonilco de Tula
Atotonilco de Tula é um município do estado do Hidalgo, no México.